# Пафиопедилюм замечательный
Пафиопедилюм замечательный, Пафиопедилум замечательный (лат. Paphiopedilum insigne) — многолетнее травянистое растение семейства Орхидные (Orchidaceae). 
Вид используется в комнатном цветоводстве, а также в селекции крупноцветковых видов Paphiopedilum.

## Синонимы
По данным Королевских ботанических садов в Кью:
- Paphiopedilum macfarlanei F.G.Mey., 1934
- Cypripedium insigne f. sanderae (Rchb.f.) O.Gruss & Roeth 1999
- Cypripedium insigne f. sanderianum (Rchb.f.) O.Gruss & Roeth 1999
- Cordula insignis (Wall. ex Lindl.) Raf. 1838
- Cypripedium chantinii auct. 1882
- Cypripedium insigne Wall. ex Lindl. 1824 basionym
- Cypripedium insigne var. sanderae Rchb.f. 1888
- Cypripedium insigne var. sanderianum Rolfe 1893
- Cypripedium maulei auct. 1882
- Paphiopedilum macfarlanei F.G.Mey. 1934

## Этимология
В переводе с латинского insigne имеет несколько значений: знак, признак, знамение, знак отличия, украшение, предмет роскоши, высшая точка. 
Вид не имеет устоявшегося русского названия, в русскоязычных источниках обычно используется научное название Paphiopedilum insigne. 

Английское название — The Splendid Paphiopedilum.

## История описания
Найден в Индии датским ботаником Натаниэлом Валлихом. Впервые зацвёл в Ливерпульском ботаническом саду осенью 1920 года. Описавший этот вид Джон Линдли, вместе с Валлихом, составил целый атлас форм Paphiopedilum insigne, разделив их на четыре категории по рисунку околоцветника: зелёные и жёлтые формы, которые, в свою очередь, делились на пятнистые и однотонные.

## Природныеразновидности

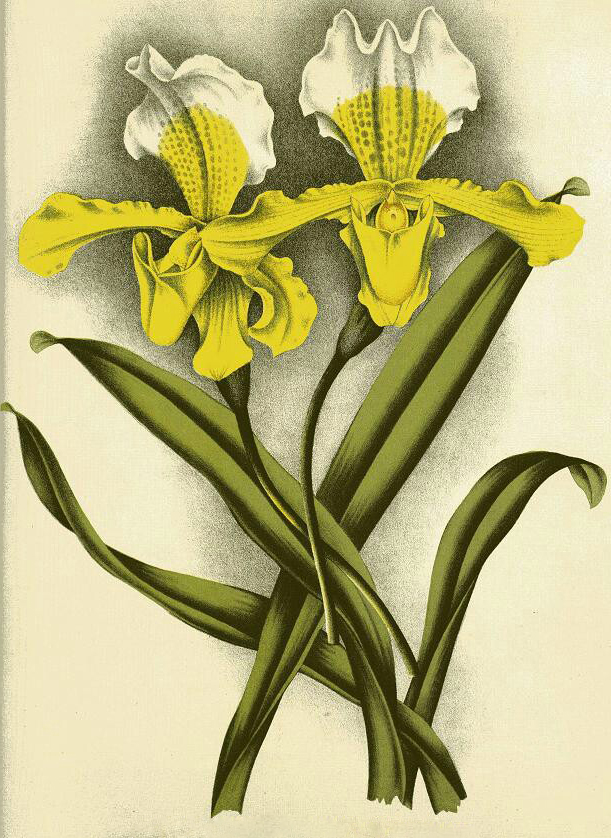
Paphiopedilum insigne f. sanderae
Lucien Linden & Emile Rodigas «Lindenia Iconographie des Orchidées» 1900 г

По данным Королевских ботанических садов в Кью общепринятых природных разновидностей нет.
В литературе встречаются описания следующих разновидностей:
- Paphiopedilum insigne var. sanderianum[4] — альбиносная форма, красного и коричневого цвета в окраске цветка нет.
- Paphiopedilum insigne f. sanderae[5] — почти альбиносная форма; от Paphiopedilum insigne var. sanderianum отличается наличием красноватых или коричневых точек на парусе или полосок на некоторых участках цветка.

## Биологическое описание
Побег симподиального типа. 

Стебель практически полностью скрыт основаниями 5—6 листьев. 

Ризома короткая. 

Листья широколинейные, зелёные, с пурпурными пятнами на нижней стороне у основания, до 32 см в длину, 3 см ширину. 

Цветонос одиночный, одноцветковый, до 25 см в длину.

Цветки 7—12 см в диаметре, окраска крайне изменчива. У типовой формы верхний сепалий — желтовато-зелёный с белой каймой и с красно-коричневыми точками. 
 Петалии жёлто-коричневые, с коричневыми прожилками и волнистым краем. 
 Парус медово-бежевый с зеленью с множеством более темных пятен и белой полосой по краю верхней части паруса. 
 Губа крупная, желтоватая, с красно-бурым оттенком. 
Стаминодий ярко-жёлтый.

## Ареал, экологические особенности
Гималаи. 
 Предпочитает местообитания на склонах гор в местах выхода на поверхность доломитовых горных пород. Часто встречается на сырых хорошо освещенных участках по берегам рек или вблизи водопадов на высотах 1000—2000 метров над уровнем моря. 
Почвы известковые, гумус и растительный опад. 
Ареал вида располагается в зоне субэкваториального муссонного климата. Выделяется три сезона. Сезон с мая по октябрь — влажный и жаркий, с ноября по февраль — прохладный и сухой, с февраля по апрель — сухой и жаркий. В зависимости от высоты местности сильно различается температура. В горах в течение года дневные температуры колеблются от 21°С в декабре до 29°С в апреле, ночные — от 7°С в январе до 20°С в июне. 
Пик цветения октябрь—январь. 

Относится к числу охраняемых видов (I приложение CITES).

## В культуре

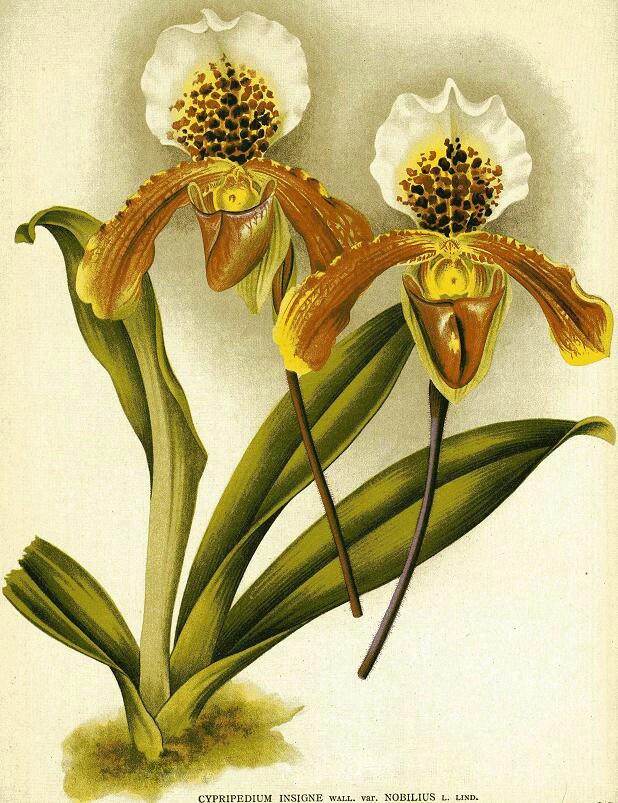
Paphiopedilum insigne f. insigne
Lucien Linden & Emile Rodigas «Lindenia Iconographie des Orchidées» 1898 г.

Температурная группа — умеренная. Для успешного цветения обязателен перепад температур день/ночь в 5—8°С и снижение температуры в зимний период.
Освещение: 20000-30000 люкс.
Относительная влажность воздуха 60—80 %.
Посадка в пластиковые и керамические горшки с несколькими дренажными отверстиями на дне, обеспечивающими равномерную просушку субстрата. 
Основные компоненты субстрата: см. статью Paphiopedilum.
Некоторые коллекционеры считают Paphiopedilum insigne кальцефилом и рекомендуют добавлять в субстрат кальций-содержащие добавки. 
Частота полива должна быть подобрана таким образом, чтобы субстрат внутри горшка успевал почти полностью просохнуть, но не успел высохнуть полностью. 
Очень редкий сорт Paph. insigne имеет вариегатную листву. Поскольку у таких растений недостаток хлорофилла в большей части листьев, они растут очень медленно и при делении никогда не должен делиться на очень маленькие части.  
Активно используется в гибридизации около 100 лет.

## Некоторые известные первичныегибриды(грексы)
| - Arthurianum — insigne x fairrieanum - Alcides — insigne x hirsutissimum - Albanense — insigne x mastersianum - Aeson — insigne x druryi - Ashburtoniae — insigne x barbatum - Alfred Bleu — insigne x ciliolare - Corbeillense — insigne x bullenianum - Crossianum — insigne x venustum - Dowlingianum — insigne x godefroyae (1902) - Dowleri — insigne x godefroyae (1902) - Elmireanum — insigne x charlesworthii (1899) - Helen II — insigne x bellatulum - Orion — insigne x concolor - Venus — insigne x niveum - Monsieur de Curte — insigne x boxallii - Hitchinsiae — insigne x charlesworthii (1899) - Robinsonii — insigne x exul - Leeanum — insigne x spicerianum - Nitens — insigne x villosum - Baptiste L’homme — insigne x appletonianum | - Swinburnei — insigne x argus - Leoniae — insigne x callosum - Miniatum — insigne x curtisii - Mademoiselle Madeline Gayot — insigne x dayanum - Echo — insigne x hookerae - Javanico-Insigne — insigne x javanicum - Umlauftianum — insigne x lawrenceanum - Regale — insigne x purpuratum - Tatonka — insigne x sukhakulii - Thorntonii — insigne x superbiens - Krishna — insigne x tonsum - Jean-Pierre Lepabic — insigne x violascens - Pelias — insigne x haynaldianum - Rossii — insigne x lowii - Ingens — insigne x rothschildianum - Lauretta May — insigne x stonei - Miss Louisa Fowler — insigne x chamberlainianum - Glauc-insigne — insigne x glaucophyllum - Lady Light — insigne x primulinum - Rogeri — insigne x victoria-regina |